# Мынбаев, Жалау
Жалау Мынбаев (1892, Кунан-орысская волость, Мангышлакский уезд, Закаспийская область — 16 ноября 1929, Алма-Ата, Казахская ССР) — советский государственный и партийный деятель, член ЦК КП Казахстана, председатель ЦИК (Центрального исполнительного комитета) Казакской АССР. Член КПСС с 1923 года.

## Биография
В 1905—1908 учился в русско-казахской школе в Форт-Александровске (ныне г. Актау). В том же году поехал в Коканд, чтобы сообщить о поддержке Туркестанской автономии адайцами Мангистау. В поезде познакомился с Мустафой Шокаем. Позже в 1909 году провёл его за рубеж через море. В 1917 член Мангыстауского уездного совета.
В 1919 председатель молодежной организации «Бірлік».
В 1918—1923 гг. заместитель председателя Адайского Совдепа, заместитель начальника милиции, председатель Ревкома Александровки (Форт-Шевченко).
В 1920—1923 заместитель начальника продовольственного отдела Мангыстауского уездного комитета, начальник милиции Адаевского уезда.
В 1923—1924 председатель ревкома Адаевского уезда. Делегат 14-го съезда ВНП (б), 3-й 5-й областной партийной конференции, 4—6-го съездов Советов Казахстана. На 5-м съезде избран председателем ЦИК КазАССР. Возглавил работу по подбору национальных кадров для органов управления, занимался вопросами улучшения социальных условий населения, образования, культуры и здравоохранения.
В 1923—1925 гг. — председатель исполнительного комитета Уральской губернии, в 1925—1927 гг. председатель КазЦИК. Примкнул к группе С. Садвакасова и Н. Нурмакова, которая выступала с критикой антинациональной политики Советского правительства и 25 января 1926 года на Пленуме краевого комитета Казахстана объявлена националистической. Против Мынбаева возбудили дело.
В 1927 был снят с должности и назначен председателем исполнительного комитета Гурьевского округа. На этом посту внёс вклад в развитие тяжелой промышленности и рыбного хозяйства края; непосредственно руководил строительством Гурьевской (Атырауской) электростанции. 
Являлся делегатом XVI съезда ВКП(б).
Умер после тяжелой болезни, похоронен на Центральном кладбище Алма-Аты.

## Память
В Актау в октябре 2007 года ему был поставлен памятник.